# ابوالفضل مهرگان‌فر
ابوالفضل مهرگان‌فر (زاده ۱۳۲۹ در تهران) سرتیپ دوم خلبان جنگنده گرومن اف-۱۴ تام‌کت نیروی هوایی ارتش جمهوری اسلامی ایران است.

## خلبان تک‌خال
مورخ نظامی فرانسوی پیر رازو ۶ پیروزی هوایی را به او نسبت داده‌است، 